# Csopak
Csopak är ett samhälle i provinsen Veszprém i Ungern. Csopak ligger i distriktet Balatonfüred och har en area på 23,98 km². År 2019 hade Csopak totalt 1 795 invånare.